# Hamilton (Contea di Adams, Pennsylvania)
Hamilton è una township degli Stati Uniti d'America, situata nella Contea di Adams in Pennsylvania. Secondo il censimento del 2010 la popolazione è di 2 530 abitanti.

## Società

### Evoluzione demografica
La composizione etnica vede una prevalenza della razza bianca (97,1%).